# Lengyel Ferenc (színművész, 1961)
Lengyel Ferenc (Szombathely, 1961. október 15. –) Jászai Mari-díjas magyar színész és rendező.

## Életrajz
1986-ban fejezte be a Színház- és Filmművészeti Főiskolát, Major Tamás, Székely Gábor és Zsámbéki Gábor osztályába járt. Első szerződése Kaposvárra, a Csiky Gergely Színházba szólította. Ezt követően a Békés Megyei Jókai Színház, majd a Radnóti Miklós Színház tagja lett. 1992 és 2017 között a budapesti  Katona József Színház tagja volt.
2001-ben megkapta a Jászai Mari-díjat. Két és fél évtized alatt, hatvanhárom bemutatón lépett színpadra.
Számos jelentős filmszerep kötődik nevéhez, többek közt szerepelt a Túsztörténet, a Presszó és a Sorstalanság című filmekben. Főszereplője volt a Montreali Nemzetközi Filmfesztivál 2018-as Grand Prix des Amériques díját elnyert filmjének, a Curtiz (CURTIZ – A magyar, aki felforgatta Hollywoodot) című filmalkotásnak.
Több népszerű televíziósorozatban szerepelt, ezek közt szerepelt a Kisváros, a Tűzvonalban és a Hacktion.
Számos színpadi adaptáció szerzője; gyakorlott rendező is. Miklauzic Bencével közösen írt, A parkoló című filmtervük a legjobb kelet-közép-európai forgatókönyvnek járó Krzysztof Kieślowski-díj kiosztásán, különdíjat kapott a 64. Cannes-i Filmfesztiválon.

## Szerepei

### Színpadi szerepei
| Év, hónap, nap       | Színház                              | Cím                                         | Munkái                      |
| -------------------- | ------------------------------------ | ------------------------------------------- | --------------------------- |
| 2013. május 28.      | Katona József Színház                | A nép ellensége                             | színész                     |
| 2011. április 29.    | Katona József Színház                | Dilettánsok                                 | színész                     |
| 2011. január 29.     | Katona József Színház Kamra          | Szirénének                                  | színész                     |
| 2010. október 31.    | Katona József Színház - TÁP Színház  | Cserenadrág                                 | színész                     |
| 2010. október 15.    | Katona József Színház                | Cigányok                                    | színész                     |
| 2010. január 30.     | Katona József Színház -Kamra         | Az élet álom                                | színész                     |
| 2009. február 15.    | Katona József Színház                | Vakond                                      | színész                     |
| 2008. december 17.   | Budaörsi Játékszín                   | Micimackó                                   | színpadra alkalmazta        |
| 2008. november 15.   | Katona József Színház                | Kétezerhetvenhét                            | színész                     |
| 2008. május 16.      | Katona József Színház                | Sáskák                                      | színész                     |
| 2008. március 14.    | Katona József Színház                | Macbeth                                     | színész                     |
| 2008. január 5.      | Katona József Színház                | Rendhagyó záróra                            | színész                     |
| 2007. november 8.    | Katona József Színház                | Ivanovék karácsonya                         | színész                     |
| 2007. január 18.     | Katona József Színház                | Trakhiszi nők                               | színész                     |
| 2007. január 6.      | Örkény István Színház                | Finito                                      | színész                     |
| 2006. november 2.    | Katona József Színház                | A nagy Sganarelle és Tsa (Don Juan)         | színész                     |
| 2006. szeptember 28. | Petőfi Irodalmi Múzeum               | Szurrogátum Delikátesz                      | színész, rendező            |
| 2006. április 30.    | Katona József Színház                | Kazamaták                                   | színész                     |
| 2006. január 13.     | Katona József Színház                | Előtte-utána                                | színész                     |
| 2005. november 4.    | Katona József Színház                | Troilus és Cressida                         | színész                     |
| 2005. július 1.      | Petőfi Irodalmi Múzeum               | Dr. Burke különös délutánja                 | rendező                     |
| 2005. június 9.      | Petőfi Irodalmi Múzeum               | Reviczky                                    | rendező, színész            |
| 2005. április 23.    | Katona József Színház                | Hétköznapi őrületek                         | színész                     |
| 2005. január 28.     | Katona József Színház                | "Ledarálnakeltűntem"                        | színész                     |
| 2005. január 16.     | Petőfi Irodalmi Múzeum               | Szép magyar komédia                         | rendező                     |
| 2004. július 2.      | Katona József Színház                | Puntila úr és szolgája, Matti               | színész                     |
| 2004. március 25.    | Katona József Színház                | Csongor és Tünde                            | színész                     |
| 2004. február 29.    | Zsámbéki Színházi és Művészeti Bázis | Oroszlánszáj                                | színész                     |
| 2004. január 10.     | Katona József Színház                | Fekete tej                                  | színész                     |
| 2003. november 11.   | Trafó – Kortárs Művészetek Háza      | Mélyvíz                                     | táncos                      |
| 2003. október 17.    | Katona József Színház                | Motel                                       | színész                     |
| 2003. március 14.    | Katona József Színház                | A bosszú                                    | színész                     |
| 2002. július 5.      | Zsámbéki Színházi és Művészeti Bázis | Csontzene                                   | színész                     |
| 2002. április 19.    | Katona József Színház                | Távoli vidék                                | színész                     |
| 2002. február 1.     | Színház- és Filmművészeti Egyetem    | Mennyország                                 | rendező                     |
| 2001. november 23.   | Katona József Színház                | Szent György és a Sárkány                   | színész                     |
| 2001. május 11.      | Katona József Színház                | Az óra, amikor semmit nem tudtunk egymásról | színész                     |
| 2001. április 27.    | Színház- és Filmművészeti Egyetem    | Számkivetettek                              | színész                     |
| 2001. január 10.     | Katona József Színház                | Kalldewey, Farce                            | színész                     |
| 2000. október 27.    | Katona József Színház                | A színházcsináló                            | színész                     |
| 2000. március 3.     | Katona József Színház                | Hóhérok hava                                | színész                     |
| 2000. január 14.     | Katona József Színház                | Karikajáték                                 | színész                     |
| 2000. október 6.     | Katona József Színház                | A talizmán                                  | színész                     |
| 1999. október 29.    | Katona József Színház                | Kés a tyúkban                               | színész                     |
| 1998. október 18.    | Katona József Színház                | Portugál                                    | színész                     |
| 1998. január 9.      | Katona József Színház                | Kulcskeresők                                | színész                     |
| 1995. november 3.    | Katona József Színház                | Mauzóleum                                   | színész                     |
| 1994. október 11.    | Katona József Színház                | Szentivánéji álom                           | Sipák Ferenc                |
| 1994. április 21.    | Katona József Színház                | Ma este improvizálunk                       | színész                     |
| 1994. február 11.    | Katona József Színház                | Julius Caesar                               | Ducius                      |
| 1993. november 12.   | Katona József Színház                | Danton halála                               | Simon                       |
| 1993. február 12.    | Katona József Színház                | Hit, remény, szeretet                       | Rendőr                      |
| 1992. november 20.   | Katona József Színház                | Müller táncosai                             | Papruhás idegen             |
| 1992. május 28.      | Katona József Színház                | Katharina Blum elveszett tisztessége        | Moeding                     |
| 1991. december 19.   | Katona József Színház                | Hamlet                                      | Horatio                     |
| 1985. június 11.     | Katona József Színház                | Az ember, az állat és az erény              | főiskolai gyakorlat         |
| 1985. szeptember 25. | Katona József Színház                | Coriolanus                                  | főiskolai gyakorlat         |
|                      | Petőfi Irodalmi Múzeum               | A két egyetlen                              | színész, rendező            |
|                      | Petőfi Irodalmi Múzeum               | Füveskönyv                                  | színész                     |
|                      | Centrál Színház                      | Táncórák idősebbeknek és haladóknak         | rendező, színész, átdolgozó |
|                      | Articsóka Színpad                    | Táncórák idősebbeknek és haladóknak         | előadó, színpadra alkalmazó |

### Filmszerepei
| Év   | Cím                                          | Szerep              |
| ---- | -------------------------------------------- | ------------------- |
| 2023 | Semmelweis                                   | Karl Baumgartner    |
| 2019 | Foglyok                                      | ÁVÓs örmester       |
| 2018 | Curtiz                                       | Michael Curtiz      |
| 2017 | Brazilok                                     | Főtörzsőrmester     |
| 2015 | Anyám és más futóbolondok a családból        | Véngardó            |
| 2014 | Parkoló                                      | Légiós              |
| 2010 | A zöld sárkány gyermekei                     | Béla                |
| 2010 | Üvegtigris 3.                                | Mentőtiszt          |
| 2009 | Adás                                         | Walter              |
| 2008 | Tabló – Minden, ami egy nyomozás mögött van! | színész             |
| 2008 | Tanúvallomás                                 | színész             |
| 2008 | Casting minden                               | Józsi               |
| 2006 | Lopott képek                                 | kerekesszékes férfi |
| 2006 | Erények könyve                               | színész             |
| 2005 | Kivilágos kivirradtig                        | Postmaster          |
| 2005 | Csodálatos vadállatok                        | a vámhivatalnok     |
| 2005 | Sorstalanság                                 | földrajz tanár      |
| 2003 | Egy hét Pesten és Budán                      | fegyveres férfi     |
| 2003 | Telitalálat                                  | Tiszt és kihallgató |
| 2003 | Szent Iván napja                             | biztonság ember     |
| 2002 | Ébrenjárók                                   | ügyeletes orvos     |
| 2002 | Szép napok                                   | színész             |
| 2000 | Portugál                                     | Retek               |
| 2000 | A leghidegebb éjszaka                        | színész             |
| 1998 | Presszó                                      | szerető             |
| 1997 | Pisztácia                                    | színész             |
| 1995 | X polgártárs                                 | fiatal bemondó      |
| 1992 | Egy diáktüzér naplója                        | színész             |
| 1989 | Túsztörténet                                 | színész             |
| 1986 | Laura                                        | színész             |
| 1986 | Villámfénynél                                | Határvári Árpád     |
| 1985 | Békestratégia                                | turista             |

| Év        | Cím                            | Szerep             |
| --------- | ------------------------------ | ------------------ |
| 2025      | A renitens                     | Péter              |
| 2022-2024 | Drága örökösök – A visszatérés | Szappanos Tibor    |
| 2021-2022 | Keresztanyu                    | Tomasevics Tivadar |
| 2019-2020 | Drága örökösök                 | Szappanos Tibor    |
| 2019      | Foglyok                        | őrmester           |
| 2019      | Egynyári kaland                | Rocker arc         |
| 2016      | Barátok közt                   | Haller Andor       |
| 2014-2015 | Fapad                          | Tömő Krisztián     |
| 2014      | Munkaügyek                     | Iván               |
| 2013      | Hacktion: Újratöltve           | Z                  |
| 2010      | Éji séták és éji alakok        |                    |
| 2009      | Tűzvonalban                    | Viola              |
| 2006      | Mátyás, a sosem volt királyfi  | Vitéz János        |
| 2000      | Családi kör                    | színész            |
| 1999      | Kisváros                       | Kormos             |
| 1998      | Az öt zsaru                    | Bártfai            |
| 1993      | Rizikó                         | dr. Mándoki Gyula  |

## Hangjáték
- Alekszandr Szolzsenyicin: A tankok igazsága (1993)
- Gothár Péter: Menekülés az este elől, avagy a felboncolt szív (1993)
- Tar Sándor: A hang (1993)
- Csehov, Anton Pavlovics: A fekete barát (1995)
- Vörösmarty Mihály: Árpád ébredése (2000)
- Janicsek Péter és Toepler Zoltán: Mínusz egy (2012)
- Boldizsár Ildikó: A mindenek útja (2015) ...Árnyék

## Díjai, elismerései
- PUKK-díj (1994)
- Jászai Mari-díj (2001)[6]

## Külső hivatkozások
- Lengyel Ferenc a filmkatalóguson
- Lengyel Ferenc a PORT.hu-n (magyarul)
- A budapesti Katona József Színház hivatalos honlapja
- A Katona József Színház bemutatói 1982-
- A "Katona" web lapján
- Színházi adattár. Országos Színháztörténeti Múzeum és Intézet. (Hozzáférés: 2025. május 1.)